# Tillandsia 'Cootharaba'
Tillandsia 'Cootharaba' es un  cultivar híbrido del género Tillandsia perteneciente a la familia  Bromeliaceae.
Es un híbrido creado en el año 1984 con las especies Tillandsia exserta × Tillandsia tricolor.